# Lavangen
Lavangen de son nom norvégien, ou Loabák en same du Nord, est une commune de Norvège. Elle est située dans le district du Trøms du Sud et dans le comté de Troms.

## Localités
- Å (68° 47′ 01″ N, 17° 46′ 55″ E)
- Hesjevika (68° 45′ 41″ N, 17° 48′ 24″ E)
- Keiprød (68° 46′ 53″ N, 17° 38′ 01″ E)
- Låternes (68° 45′ 44″ N, 17° 45′ 55″ E)
- Lavangen
- Rød (68° 47′ 27″ N, 17° 45′ 50″ E)
- Røkenes (68° 46′ 26″ N, 17° 44′ 20″ E)
- Soløy (68° 46′ 33″ N, 17° 47′ 57″ E)
- Tennevoll (68° 44′ 49″ N, 17° 48′ 22″ E)